# ジョイ・ディヴィジョン
ジョイ・ディヴィジョン (Joy Division) は、イギリスのロックバンド。
1976年にグレーター・マンチェスターのサルフォードで結成され、ポストパンクを代表するバンドの一つとして活躍。ボーカリストのイアン・カーティスの書く内省的な歌詞や特徴的なライブパフォーマンスは多くの人を惹きつけた。ところが、初のアメリカ・ツアーへの出発前日の1980年5月18日にカーティスが自殺。突然の死によりバンドは解散を余儀なくされた。その後、残されたメンバーはニュー・オーダーを結成することになる。
活動期間も短かったがレディオヘッドなど1980年代末以降のオルタナティヴ・ロックに多大な影響を及ぼした。また、代表曲の一つである「ラヴ・ウィル・テア・アス・アパート」は80年代の名曲として名高い。

## メンバー
- イアン・カーティス (Ian Curtis) - ボーカル
- バーナード・アルブレヒト (Bernard Albrecht) - ギター、キーボード
- ピーター・フック (Peter Hook) - ベース
- スティーヴン・モリス (Stephen Morris) - ドラム

## 来歴

### 結成
1976年6月4日の金曜日、かねてからの友人同士であったバーナード・アルブレヒトとピーター・フックは、マンチェスターのフリー・トレード・ホールで行われたセックス・ピストルズのライブを観に行った。ピストルズのパフォーマンスに衝撃を受けた二人は、すぐに自分たちもバンドを結成することを決意。アルブレヒトがギター、フックがベースを担当することになり、ボーカリストには以前にライヴ会場で顔を合わせたことがあったイアン・カーティスが加入。その後ドラマーを見つけるのに苦労したが、1977年8月にスティーヴン・モリスがバンドに加わったことでメンバーが固まった。
当初、バンド名はバズコックスのマネージャーの命名によりスティフ・キトゥンズ(Stiff Kittens)としていたが、すぐにデヴィッド・ボウイのアルバム『ロウ』収録曲からとった「ワルシャワ (Warsaw)」という名称に変更。その後、類似する名前のバンドが存在することが判明したため、バーナード・サムナーの発案およびバンド内での協議により1978年1月から「ジョイ・ディヴィジョン」と名乗るようになった。この名前はナチス・ドイツの強制収容所内に設けられた慰安所に由来するもので、イェヒエル・デ・ヌールの小説『ダニエラの日記』の一節からとられた。

### アンノウン・プレジャーズ
1978年9月、ジョイ・ディヴィジョンはファクトリー・レコードのオーナーであり、地元の音楽シーンの顔役であったトニー・ウィルソンが司会を務めるテレビ番組に出演。ほどなくしてファクトリーとレコード契約を締結する。バンドは次第に知名度を高め、1979年1月にはイアン・カーティスが音楽誌NMEの表紙を飾る。
1979年4月からは1stアルバム『アンノウン・プレジャーズ』のレコーディングに入る。当時の彼らの演奏は荒削りでパンク・ロックの影響を引きずっていたが、プロデューサーのマーティン・ハネットの手により劇的な変化が加えられ、張りつめた空気と陰鬱さを併せ持つポストパンクのサウンドが構築された。これにはイアンの書く絶望や孤独を歌った歌詞も大きく貢献している。アルバムは発売直後から賛辞をもって受け入れられ、全英アルバムチャートでは最高71位だったものの、インディーチャートでは初登場2位を記録し最終的に首位を獲得した。
アルバム発売後の10月からはバズコックスをサポートする全英ツアーに出ることになり、音楽で生計を立てることが可能になったメンバーはそれまで続けていた仕事を辞めてバンド活動に専念することになった。

### イアンの死とクローサー
バンドは1980年1月にヨーロッパを回るツアーを行った後、2月からは全英ツアーを展開。さらに3月からは次作『クローサー』のレコーディングのため、再びハネットとスタジオ入りする。バンドが順調に成功への階段を上る一方で、過密したスケジュールは次第にイアン・カーティスの心身を蝕んでいった。持病のてんかんとうつ病、さらに女性関係の問題も抱え精神的に不安定な状態になったイアンは、ツアーの最中の4月7日にフェノバルビタールを服用して自殺を図る。この時は一命を取り留めたものの、一部のライヴをキャンセルした後にツアーが続行されたため、イアンの健康状態は悪化した。
1980年5月18日、全米ツアーへの出発を翌日に控えた月曜日の早朝にイアンは自宅で首を吊り自殺。彼の遺体は同日の昼に帰宅した妻デボラにより発見された。突然の悲劇によりヴォーカリストを失ったジョイ・ディヴィジョンは活動を停止し、全米ツアーもキャンセルされた。
遺作となったシングル「ラヴ・ウィル・テア・アス・アパート」は5月に全英シングルチャート13位を記録。7月には二枚目の（同時に最後の）アルバム『クローサー』がリリースされ、全英アルバムチャート6位まで上昇。年末にはNME誌の特集で年間最優秀アルバムに選出された。

### ニュー・オーダー
残されたメンバーは話し合いの末、音楽活動を継続することを決定。イアンの生前に結ばれた「メンバーが一人でも欠けたらジョイ・ディヴィジョンの名前でバンド活動は行わない」という約束に基づき、バンド名はニュー・オーダーに改められ、ボーカルはギタリストのバーナードが兼任することになった。1980年9月には延期されていた全米ツアーを敢行している。
後年、ニュー・オーダーはイアン・カーティスの自殺が伝えられた時の心境を曲にした「ブルー・マンデー」を発表。同シングルは世界的なヒットを記録した。

## 彼らの音楽的な影響
ジョイ・ディヴィジョンが少年期に大きく影響を受けたのは、ドアーズ、ヴェルヴェット・アンダーグラウンド、イギー・ポップ、デヴィッド・ボウイや、ノイ!やクラフトワーク、カン、ストラングラーズ やスージー・アンド・ザ・バンシーズ。

## ディスコグラフィ

### オリジナルアルバム
- アンノウン・プレジャーズ - Unknown Pleasures （1979年）
- クローサー - Closer （1980年）

### シングル
- トランスミッション - "Transmission" （1979年）
- アトモスフィア - "Licht und Blindheit" ("Atmosphere") （1980年）
- コマキノ - "Komakino" （1980年）
- ラヴ・ウィル・テア・アス・アパート - "Love Will Tear Us Apart" （1980年）
- アトモスフィア - "Atmosphere" （1980年）
- アトモスフィア - "Atmosphere" (再発盤) （1988年）
- ラヴ・ウィル・テア・アス・アパート - "Love Will Tear Us Apart" (再発盤)（1995年）
- ラヴ・ウィル・テア・アス・アパート - "Love Will Tear Us Apart" (再発盤)（2007年）

※「アルバムに入れると統一感が失われる」という理由で、シングル曲はオリジナルアルバムに収録されていない。

### コンピレーション
- スティル - Still （1981年） 未発表音源・ライヴ集
- サブスタンス - Substance 1977-1980 （1988年） シングル集
- パーマネント～ベスト・オブ・ジョイ・ ディヴィジョン - Permanent （1995年） ベストアルバム
- コンプリートBBCレコーディングス Joy Division The Complete BBC Recordings （2000年） ジョン・ピール・セッションを完全収録
- ハート&ソウル - Heart And Soul （2004年） 未発表音源を含むボックスセット
- マーティン・ハネット・パーソナル・ミックス - Martin Hannett’s Peronal Mixes（2007年） レア音源集[12]
- レット・ザ・ムーヴィー・ビギン - Let The Movie Begin （2007年） ライヴ&アウトテイク集[13]
- ザ・ベスト・オブ・ジョイ・ディヴィジョン - The Best Of Joy Division (2008年) リマスターされたベストアルバム[14]
- +- Singles 1978-80 (2010年)  リマスターされたシングル集
- トータル~ベスト・オブ・ジョイ・ディヴィジョン＆ニュー・オーダー　Total – From Joy Division to New Order(2011年)  ニュー・オーダーとのカップリング・ベスト

### ライブアルバム
- ライヴ・イン・プレストン - PRESTON 28 FEBRUARY 1980 （1999年）
- ライヴ・イン・パリ - Les Bains Douches 18 December 1979（2001年）

### 映像作品
- Here Are The Young Men （1982年） 複数のコンサート映像及び「Love Will Tear Us Apart」のPVを収録。未DVD化。

## 映画
- 24アワー・パーティー・ピープル （2002年） ジョイ・ディヴィジョンの所属していたファクトリー・レーベルの興亡を描く。物語前半はジョイ・ディヴィジョン、後半はハッピー・マンデーズを中心に進められる。
- コントロール（2007年） 日本では2008年公開。イアン・カーティスの妻デボラの著書、タッチング・フロム・ア・ディスタンスをベースにイアンの半生を描く。監督は写真家として有名なアントン・コービン。主演はサム・ライリー。第60回カンヌ国際映画祭でカメラドール/スペシャル・メンション賞を受賞。
- ジョイ・ディヴィジョン（2007年）  監督グラント・ジーによるドキュメンタリー作品。